# Brainwashed
Albums de George Harrison
Live in Japan
(1992) Let It Roll
(2009)
Singles
1. Any Road/Marwa Blues
Sortie : 12 mai 2003

Brainwashed est le douzième et dernier album studio de George Harrison, paru le 18 novembre 2002, presque un an après sa mort. Cet album arrive quinze ans après son dernier disque studio, Cloud Nine, bien qu'il n'ait pas été totalement absent de la scène musicale durant cette période. Les chansons qui y sont présentes ont été composées durant cette période et même avant, l'une d'elles datant même de 1970, Rocking Chair in Hawaii. Le projet d'album est né en 1999, quelque temps après que le musicien ait guéri d'un cancer du poumon. L'une des chansons de l'album, Between the Devil and the Deep Blue Sea, est signée Harold Arlen et Ted Koehler et date de 1931. 
L'enregistrement, aux côtés de son fils Dhani et de son ami Jeff Lynne s'est déroulé dans son studio privé à Friar Park, à Los Angeles, et en Suisse, jusqu'à son départ pour l'hôpital et sa mort le 29 novembre 2001. Jeff Lynne et Dhani Harrison ont ensuite terminé le disque en suivant les nombreuses et précises instructions laissées par le musicien disparu. L'album comprend ainsi douze pistes alternant entre des rocks vifs et des compositions plus calmes et introspectives.
Sorti à la mi-novembre 2002, l'album jouit d'une très bonne réception critique, la presse musicale appréciant que ce ne soit pas là un simple album posthume constitué d'inédits recyclés, mais un disque plus construit. Certains vont jusqu'à le considérer comme ce que Harrison a fait de mieux depuis All Things Must Pass en 1970. Les ventes sont également au rendez-vous et le disque atteint la 29e place des charts britanniques, et la 18e place des classements américains. Le single Any Road publié l'année suivante entre également dans le top 40 britannique, tandis que l'instrumental Marwa Blues remporte un Grammy Award.

## Histoire

### Genèse

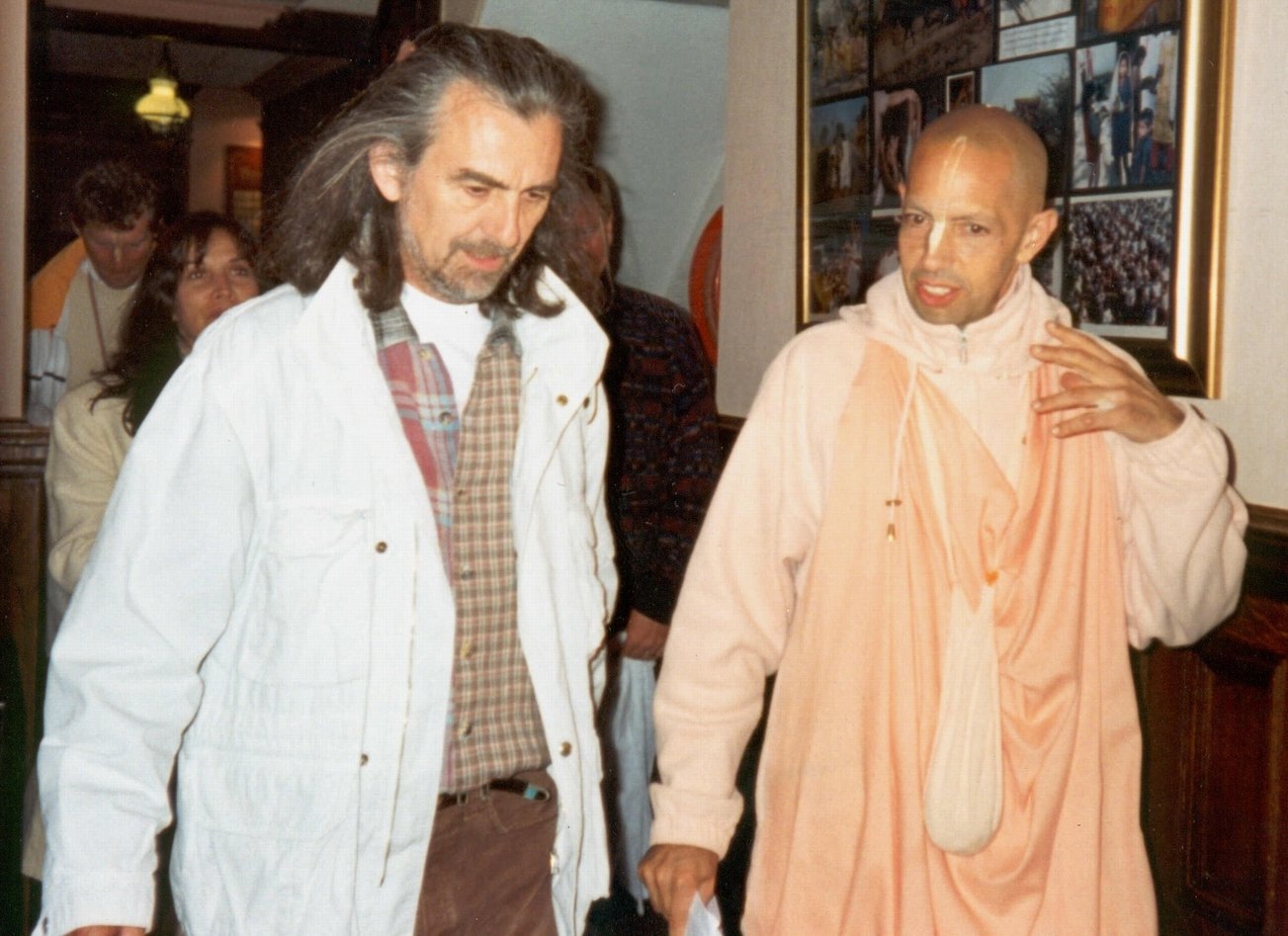
George Harrison aux côtés de Mukunda Goswami en 1996.

En 1987, George Harrison fait un retour triomphal dans l'industrie du disque avec Cloud Nine, plébiscité par la critique. Personne ne s'attend alors à ce que ce soit le dernier album studio qu'il publie de son vivant ; mais le musicien décide de mettre sa carrière en retrait. Il est pourtant loin de rester inactif en studio puisqu'il participe aux deux albums du supergroupe qu'il fonde, les Travelling Willburys, et fait en 1992 une de ses rares tournées, au Japon, débouchant sur un album live.
Par la suite, il se consacre au projet Anthology avec les deux autres Beatles encore vivants Paul McCartney et Ringo Starr, et participe aux albums de certains de ses amis dont Hung Up and Overdue de Tom Petty et  Go Cat Go! de Carl Perkins. C'est en 1997 qu'apparaissent publiquement les premières bases de Brainwashed. Lors d'une apparition sur VH1, qui marque sa dernière prestation musicale en public, il interprète un titre inédit, Any Road, qui finira cinq ans plus tard en chanson d'ouverture de son album. La même année, il est atteint d'un cancer du poumon qui est jugé guéri l'année suivante. C'est à cette période que nait le projet d'un nouvel album.
La plupart des chansons sont écrites bien à l'avance, puisque Harrison dispose de son studio d'enregistrement personnel dans sa demeure de Friar Park et d'une console mobile, qui lui permet de poser les bases de nouvelles compositions durant ses déplacements. Lorsqu'il commence le travail sur l'album lui-même en juin 1999, il a un bagage de plus de vingt cassettes de ses compositions, sur lesquelles il joue de presque tous les instruments.

### Enregistrement
Le travail commence en 1999, avec l'aide de Jeff Lynne (qui avait participé à nombre de projets de Harrison depuis plus de dix ans) et Dhani Harrison, qui assiste son père et écoute avec attention ses instructions. L'album est en effet très axé sur ce duo père-fils et il arrive qu'ils participent seuls à une session de travail, Dhani se chargeant de la console de mixage pendant que son père enregistre ses parties instrumentales. Le résultat cherche à être le moins artificiel possible, et George a pour objectif de faire sa musique comme il la faisait à ses débuts.
Le travail se poursuit assez lentement, Harrison ne sachant pas véritablement s'il se sent prêt à publier un nouveau disque. Il est encore retardé par la tentative d'assassinat dont il est victime chez lui en décembre 1999, ainsi que par le travail de remasterisation de l'album All Things Must Pass en 2000. Les enregistrements se déplacent, un temps, dans les studios de Lynne à Los Angeles, puis finalement dans la nouvelle maison des Harrison à Montagnola, en Suisse, Lynne étant malade. Le travail cesse finalement en octobre 2001, Harrison devant retourner à l'hôpital pour soigner un nouveau cancer. Il meurt le 29 novembre. Une seule chanson de l'album est alors terminée, la reprise de Between the Devil and the Deep Blue Sea.
Dès le printemps 2002, il est décidé que Dhani Harrison et Jeff Lynne termineront l'album, en suivant les instructions laissées par George que ce soit par écrit ou sur les bandes. Il s'agit, par exemple, de compléter les lignes de basses que Harrison avait ébauchées, rajouter des chœurs... Le travail va assez rapidement, la matière étant déjà bien avancée, et Lynne ayant eu l'occasion de travailler de la sorte pour compléter avec les trois autres Beatles deux chansons ébauchées par John Lennon avant sa mort. C'est Dhani Harrison qui se charge de choisir l'ordre des chansons sur le disque, que son père n'avait pas défini.

### Parution et réception
La plupart des albums posthumes suscitent des débats acharnés ; par exemple lors de la sortie de Milk and Honey de John Lennon, trois ans après sa mort, et connaissent généralement un accueil mitigé. Cependant, Brainwashed fait figure d'exception. L'album sort le 18 novembre 2002 au Royaume-Uni, et le lendemain de l'autre côté de l'Atlantique. Il est présenté en édition CD et vinyle, ainsi qu'en édition collector avec un DVD sur la réalisation du disque et plusieurs cadeaux.
La critique est séduite. Stephen Thomas Erlewine, du site AllMusic, déclare : « Contre toute attente, Brainwashed n'est pas seulement un succès, c'est un des meilleurs disques que Harrison ait jamais faits ». Le critique poursuit en vantant l'unité de l'album : « Il n'y a pas ici de chanson majeure et peut-être qu'une ou deux des chansons pourraient être laissées de côté par un cynique, mais il n'y a pas de temps mort et tout tient bien ensemble ; mieux que sur la plupart des albums de Harrison », et conclut que cet album d'adieu équivaut presque le Double Fantasy de Lennon. Pour David Fricke, du magazine Rolling Stone, « C'est une belle, enchanteresse épitaphe pour un homme qui, jusqu'à la fin de sa vie, a pensé que le rock 'n' roll était le paradis sur terre ». De façon générale, l'accueil est très favorable. Le site Metacritic donne une moyenne de 77 % selon les critiques, et 93 % selon le public. Certains vont jusqu'à considérer que cet album est ce que George Harrison a produit de meilleur depuis All Things Must Pass en 1970.
Brainwashed atteint la 29e place des charts au Royaume-Uni, et la 18e dans les classements américains. La chanson Any Road est également publiée en single l'année suivante au Royaume-Uni et atteint la 37e place des charts. L'instrumental Marwa Blues, publié en face B de ce même single, reçoit le Grammy Award du meilleur instrumental pop de l'année. Le disque était également nommé pour le prix du meilleur album pop, et de la meilleure performance vocale (sur Any Road).

## Analyse musicale
Brainwashed est un album assez hétéroclite. Il comporte plusieurs rocks assez vifs, notamment Any Road, porté par le banjolélé (croisement entre le banjo et le ukulélé) de George Harrison et la chanson titre qui est une diatribe contre le « lavage de cerveau » dont nous sommes tous victimes au sein de la société, dès l'école. Elle entre ainsi dans la veine de Taxman composée presque quarante ans plus tôt, mais s'en différencie par une pause calme, durant le pont, où Harrison et son fils Dhani reprennent à l'unisson la prière sanskrit Namah Parvati. Comme en témoignent également les « God ! God ! God ! », la solution à tous les problèmes, selon le chanteur, est dans la spiritualité.

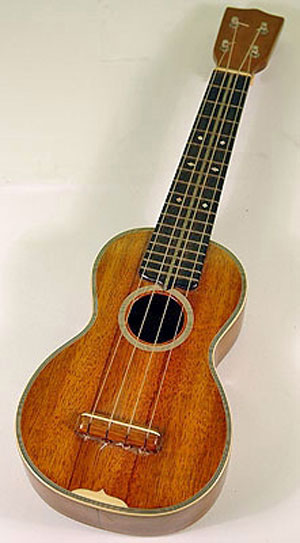
Le ukulélé, instrument qu'affectionnait George Harrison, revient sur 4 chansons de Brainwashed.

Cette teinte introspective se retrouve dans une grande partie de l'album, notamment un trio de chansons consécutives que relève le journaliste Simon Leng, Pisces Fish, Looking For My Life et Rising Sun. La seconde, notamment, fait écho selon David Fricke de Rolling Stone à la découverte de son cancer, en 1997. Il semble cependant qu'elle ait été composée plus tôt. Dans les mêmes tons, Stuck Inside a Cloud parle de son sentiment de solitude et d'incompréhension, de façon assez proche de ce qu'il avait chanté dans Grey Cloudy Lies sur Extra Texture en 1975. Une autre ballade, Never Get Over You, s'éloigne des thèmes philosophiques et est avant tout une chanson d'amour. Enfin, un morceau instrumental composé dans les mêmes tons, Marwa Blues, occupe une place centrale dans l'album et est récompensée d'un Grammy Award par la suite.
Deux morceaux sont écrits dans une veine plus humoristiques. P2 Vatican Blues est une charge caustique contre le train de vie de l'Église catholique romaine (dont Harrison s'était volontairement éloigné dans sa jeunesse), agrémenté de phrases de guitare dans le style d'Eric Clapton. La chanson avait été composée pour Cloud Nine quinze ans plus tôt. Reste des sessions de l'album All Things Must Pass retravaillé pour l'occasion, Rocking Chair in Hawaii, qui met en avant la  guitare slide est une parodie affirmée de la musique hawaïenne.
Enfin, l'album comporte deux reprises. Run So Far avait à l'origine été composée par Harrison pour l'album d'Eric Clapton Journeyman en 1989. Seule chanson terminée du vivant de Harrison sur cet album, Between the Devil and the Deep Blue Sea est une reprise d'une chanson d'Harold Arlen et Ted Kœhler enregistrée pour la première fois par Cab Calloway en 1931. Elle est l'occasion pour Harrison de mettre en valeur son ukulélé, instrument dont il était friand.

## Fiche technique

### Listes des chansons
Toutes les chansons sont écrites et composées par George Harrison sauf mention contraire.
| 1.    | Any Road                                                           | 3:52 |
| 2.    | P2 Vatican Blues (Last Saturday Night)                             | 2:38 |
| 3.    | Pisces Fish                                                        | 4:52 |
| 4.    | Looking for my Life                                                | 3:54 |
| 5.    | The Rising Sun                                                     | 5:27 |
| 6.    | Marwa Blues                                                        | 3:41 |
| 7.    | Stuck Inside a Cloud                                               | 4:04 |
| 8.    | Run So Far                                                         | 4:05 |
| 9.    | Never Get Over You                                                 | 3:25 |
| 10.   | Between the Devil and the Deep Blue Sea (Harold Arlen/Ted Koehler) | 2:34 |
| 11.   | Rocking Chair In Hawaii                                            | 3:07 |
| 12.   | Brainwashed                                                        | 6:07 |
| 47:41 |                                                                    |      |

### Personnel
- Compilée d'après le livret qui accompagne l'album :

- George Harrison : chant (toutes sauf 6), guitares acoustique (1, 3–5, 7–9, 11, 12) & électrique (3, 4, 8, 9), guitare slide (1, 2, 5–7, 12), dobro (11), banjolélé (1), ukulélé (2, 3, 10, 11) basse (3, 12), claviers (6, 11), chœurs (1–5, 7–9, 11, 12)
- Jeff Lynne : Guitares acoustique (2, 4, 6, 8, 12) et électrique (2, 3, 5, 7, 12), basse (1, 2, 4, 5, 7–9, 11), piano (1, 4, 5, 7, 9), Piano électrique (2), claviers (3, 6, 12), percussions (3), chœurs (1, 2, 4, 12).
- Dhani Harrison : guitares électrique (1, 3, 4) et acoustique (2, 4, 6, 8, 12), piano électrique Wurlitzer (5, 7), chœurs (1, 2, 8, 12).
- Jim Keltner : batterie (toutes sauf 6, 10)

### Personnel additionnel
- Mike Moran : claviers (3)
- Marc Mann : claviers (3), arrangements des cordes (5, 6)
- Ray Cooper : percussions (6), batterie (10)
- Mark Flanagan : guitare acoustique solo (10)
- Joe Brown : guitare acoustique (10)
- Herbie Flowers : basse (10), tuba (10)
- Jools Holland : piano (10)
- Jon Lord : piano (12)
- Bikram Ghosh : tabla (12)
- Jane Lisler : harpe (12)
- Isabela Borzymowska : lecture de la prière (12) ("Comment connaitre Dieu" extraite des Yoga-sûtra de Patañjali)
- Sam Brown : chœurs (12)